# Churchmanship
A Churchmanship ( ou a tradição na maioria dos contextos oficiais) é uma maneira de falar e rotular diferentes tendências, liturgias ou escolas de pensamento na Igreja da Inglaterra. O termo é derivado do substantivo antigo ''churchman'', que originalmente significava eclesiástico ou clérigo, mas, um pouco antes de 1677, foi estendido a pessoas que eram fortes apoiadores da Igreja da Inglaterra e, no século XIX, foi usado para distinguir entre Anglicanos e dissidentes. A própria palavra "churchmanship" foi usada pela primeira vez em 1680 para se referir à atitude desses apoiadores, mas depois adquiriu seu significado moderno. Enquanto muitos anglicanos se contentam em rotular sua própria igreja, nem todos os anglicanos se sentiriam felizes em serem descritos como algo além de "anglicanos" ( Neill : 398). Hoje, em contextos oficiais, o termo "tradição", neutro em termos de gênero, é preferido.
" Alto " e " Baixo ", os rótulos mais antigos, datam do final do século XVII   e originalmente descreviam atitudes políticas opostas à relação entre a Igreja da Inglaterra e o poder civil. Seu significado mudou à medida que os cenários históricos mudavam e, no final do século XIX, eles passaram a ser usados para descrever diferentes pontos de vista sobre as cerimônias a serem usadas no culto. Logo após a introdução da distinção "Alto / Baixo", uma seção da Igreja Baixa foi apelidada de latitudinariana por causa de sua relativa indiferença à definição doutrinária. No século XIX, esse grupo deu à luz a Igreja Ampla que, por sua vez, produziu o movimento "modernista" da primeira metade do século XX.  Hoje, os "partidos" são geralmente considerados anglo-católicos, anglicanos evangélicos e liberais e, com exceção da "Igreja Alta", os termos restantes são usados principalmente para se referir à história passada. As tonalidades precisas de significado de qualquer termo variam de usuário para usuário e são encontradas descrições mistas, como liberal-católica. Hoje, a "Igreja ampla" pode ser usada em um sentido que difere do histórico mencionado acima e identifica anglicanos que não são marcadamente altos, nem baixos/evangélicos ou liberais ( Hylson-Smith : 340).
É comum anglicanos dizerem que a autoridade na igreja tem três fontes: Escritura, Razão e Tradição. Em geral, o clérigo low church e o evangélico tendem a colocar mais ênfase nas Escrituras, o clérigo amplo e o liberal na razão e o clérigo alto e/ou anglo-católico na tradição ( Holmes III : 11; Carey : 14-16). A ênfase nas "partes" e nas diferenças é necessária, mas por si só fornece uma imagem incompleta. Cyril Garbett (mais tarde arcebispo de York) escreveu sobre sua vinda à Diocese de Southwark:
''Eu encontrei os diferentes partidos fortemente representados com suas próprias organizações e federações ... Mas onde havia verdadeira reverência e devoção, nunca senti dificuldade em adorar e pregar em uma igreja anglo-católica pela manhã e em uma igreja evangélica à noite "... e quando houve um apelo à ação unida ... o clero e os leigos, sem distinção de partido, estavam prontos para participar da oração, do trabalho e do sacrifício.''
Um poema tradicional na Inglaterra usado para descrever a igreja é "baixo e preguiçoso, amplo e nebuloso e alto e louco". Preguiçoso refere-se ao culto mais simples, nebuloso a tradições ou crenças pouco claras, e louco ao cerimonialismo excessivo.

## Galeria

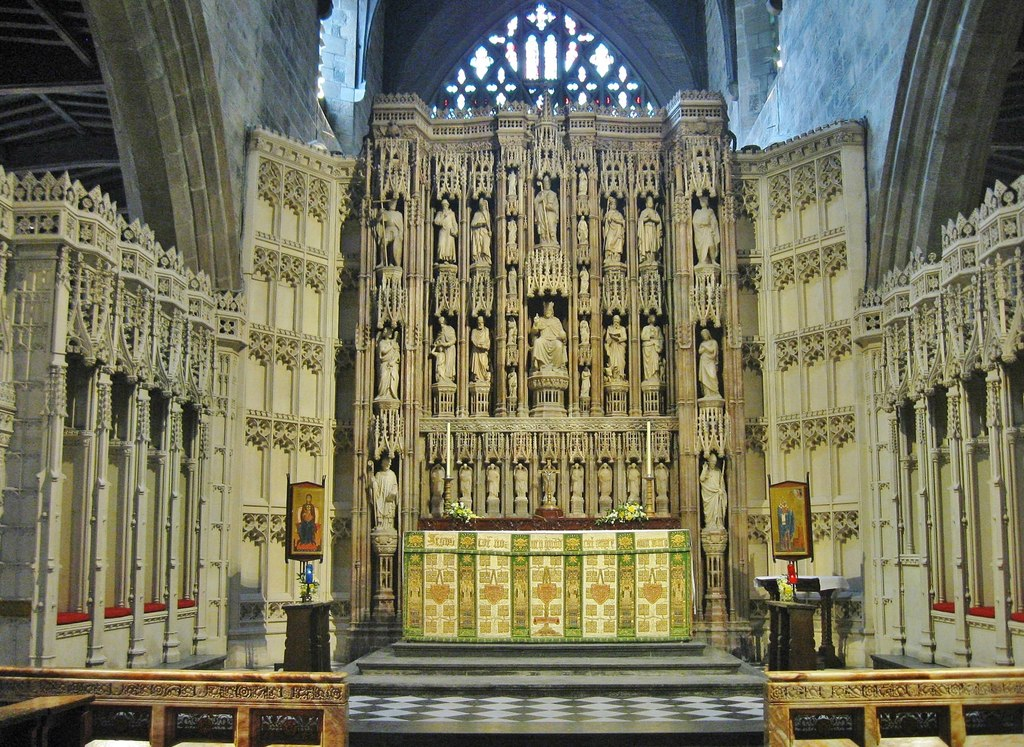
Altar da Catedral de Newcastle (High Church)
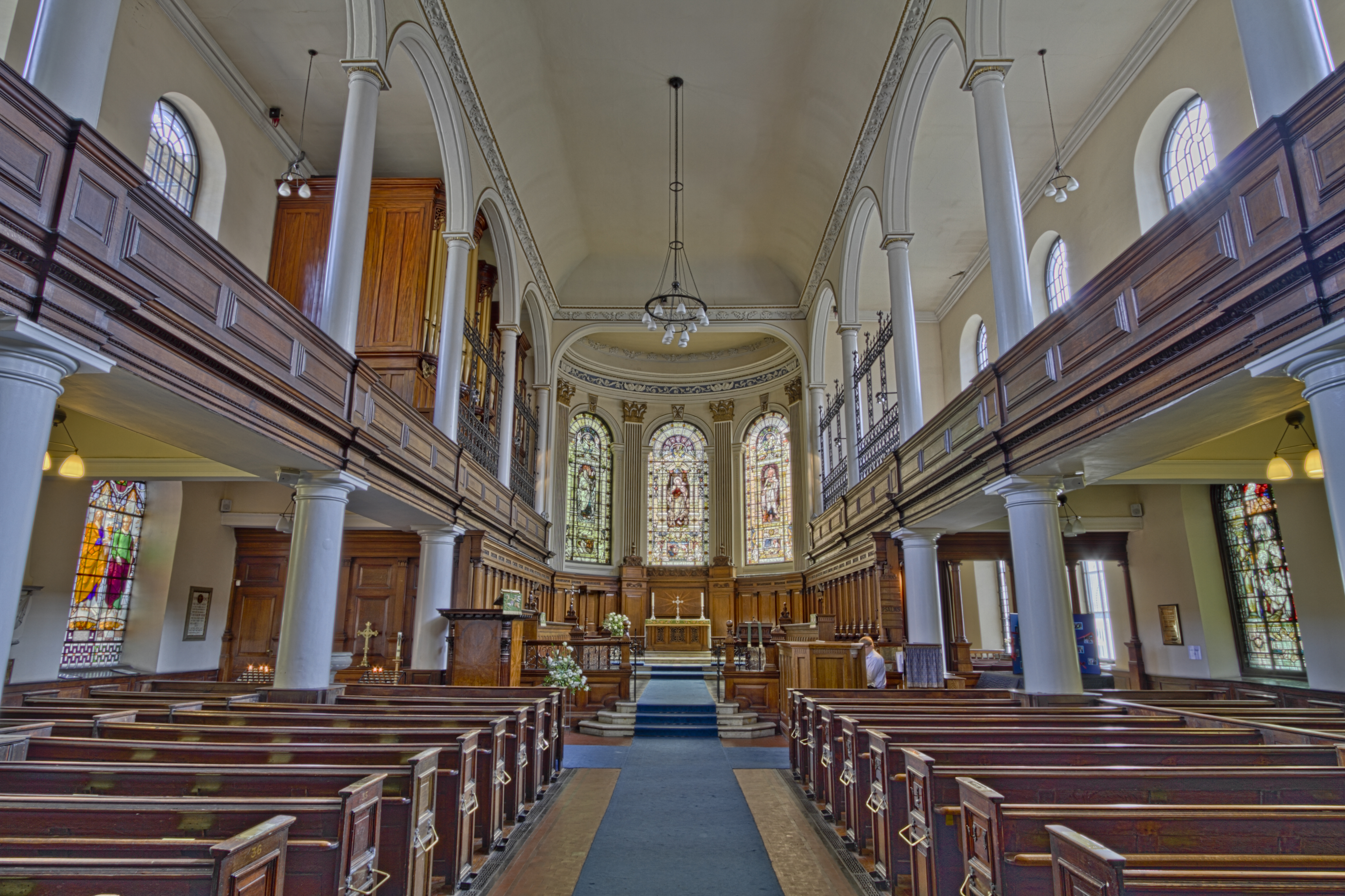
Interior da Igreja de St Ann, Manchester (Broad Church)
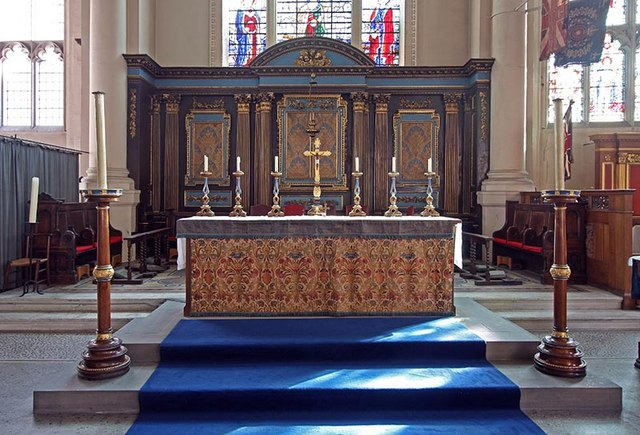
Altar da Igreja do Santo Sepulcro (Newgate) (Low Church)
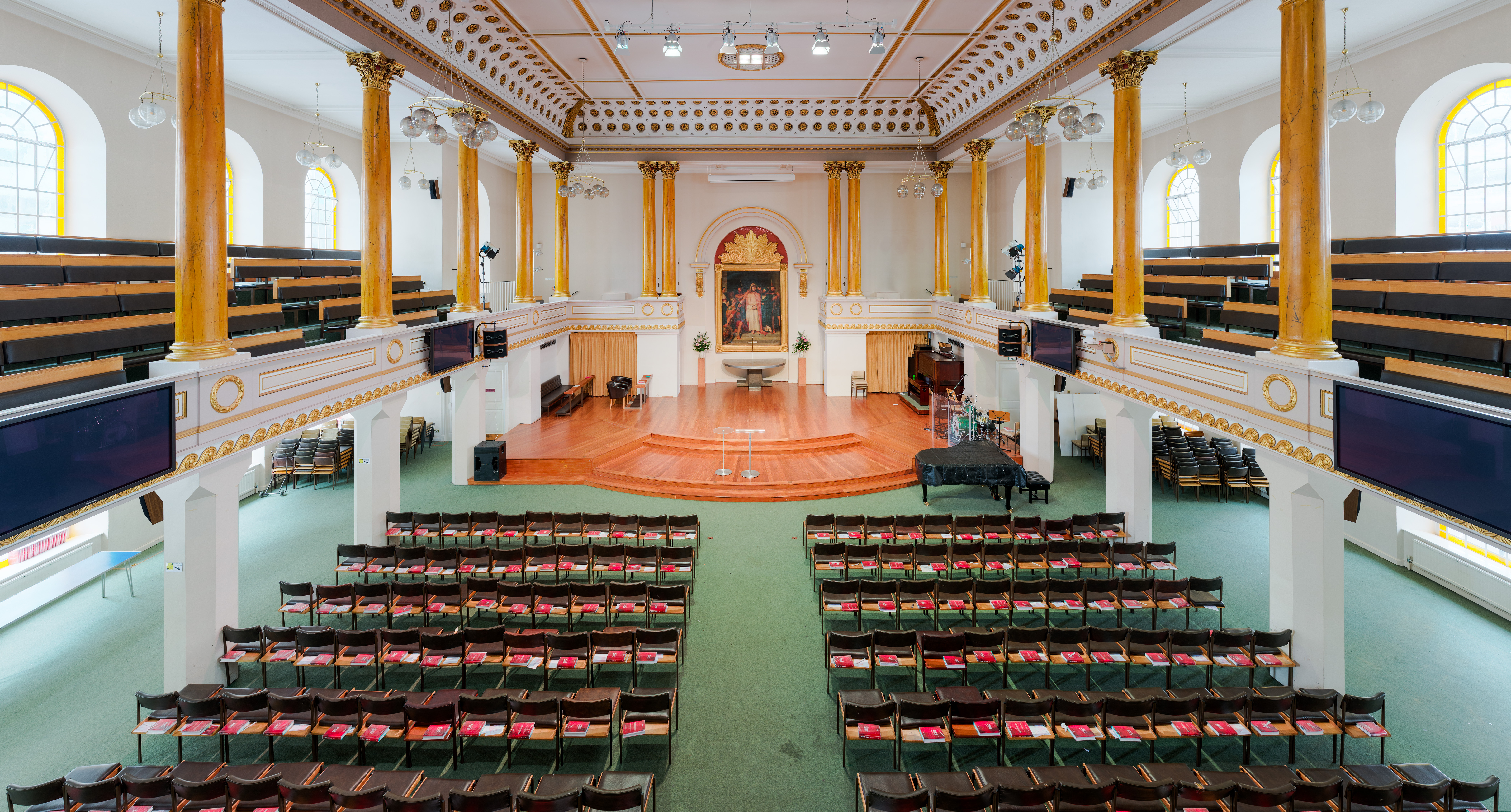
Interior da Igreja de Todas as Almas (Langham Place) (Anglicanismo evangélico)
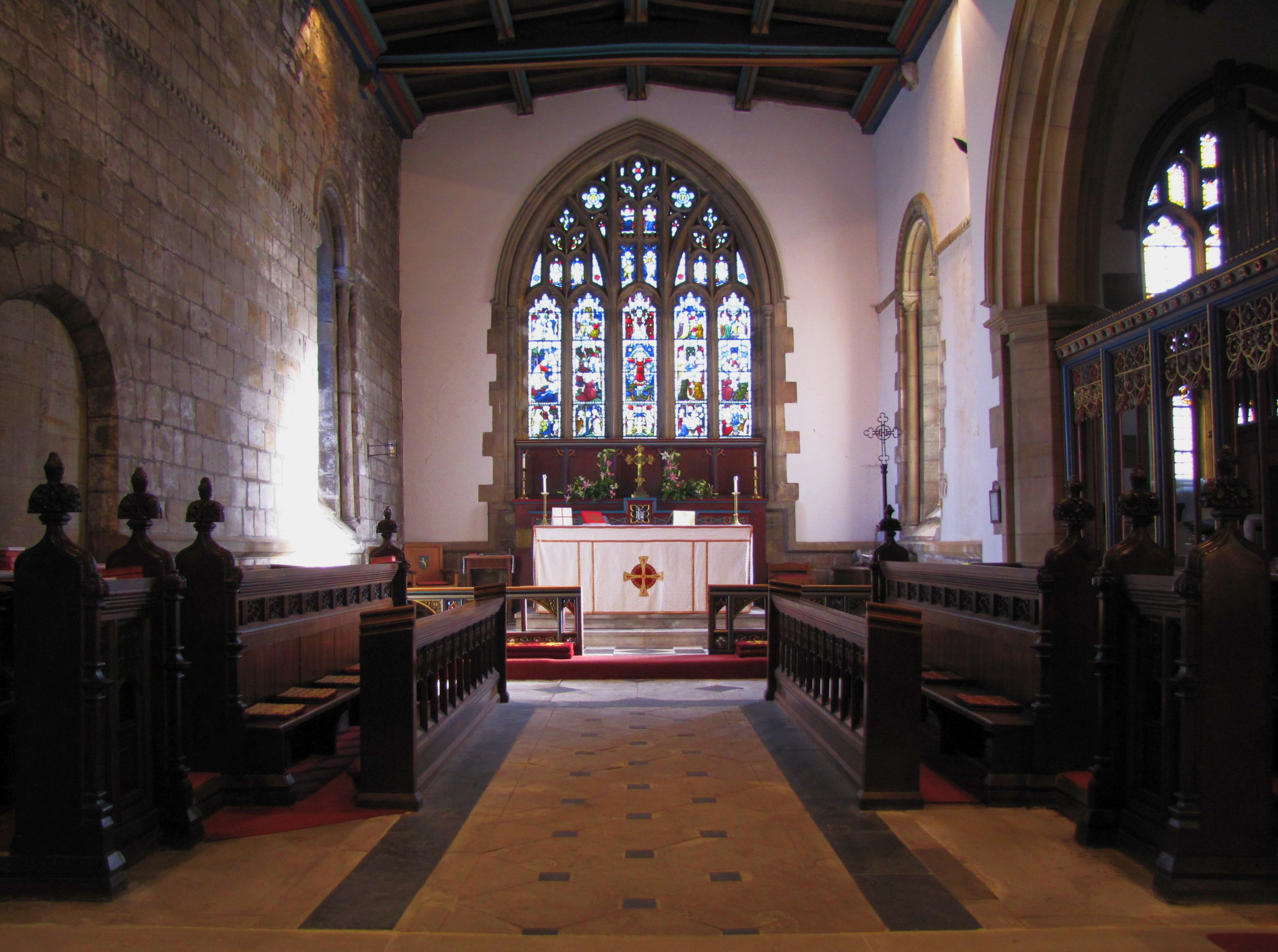
Interior da Igreja de St Giles, Durham (Churchmanship central)
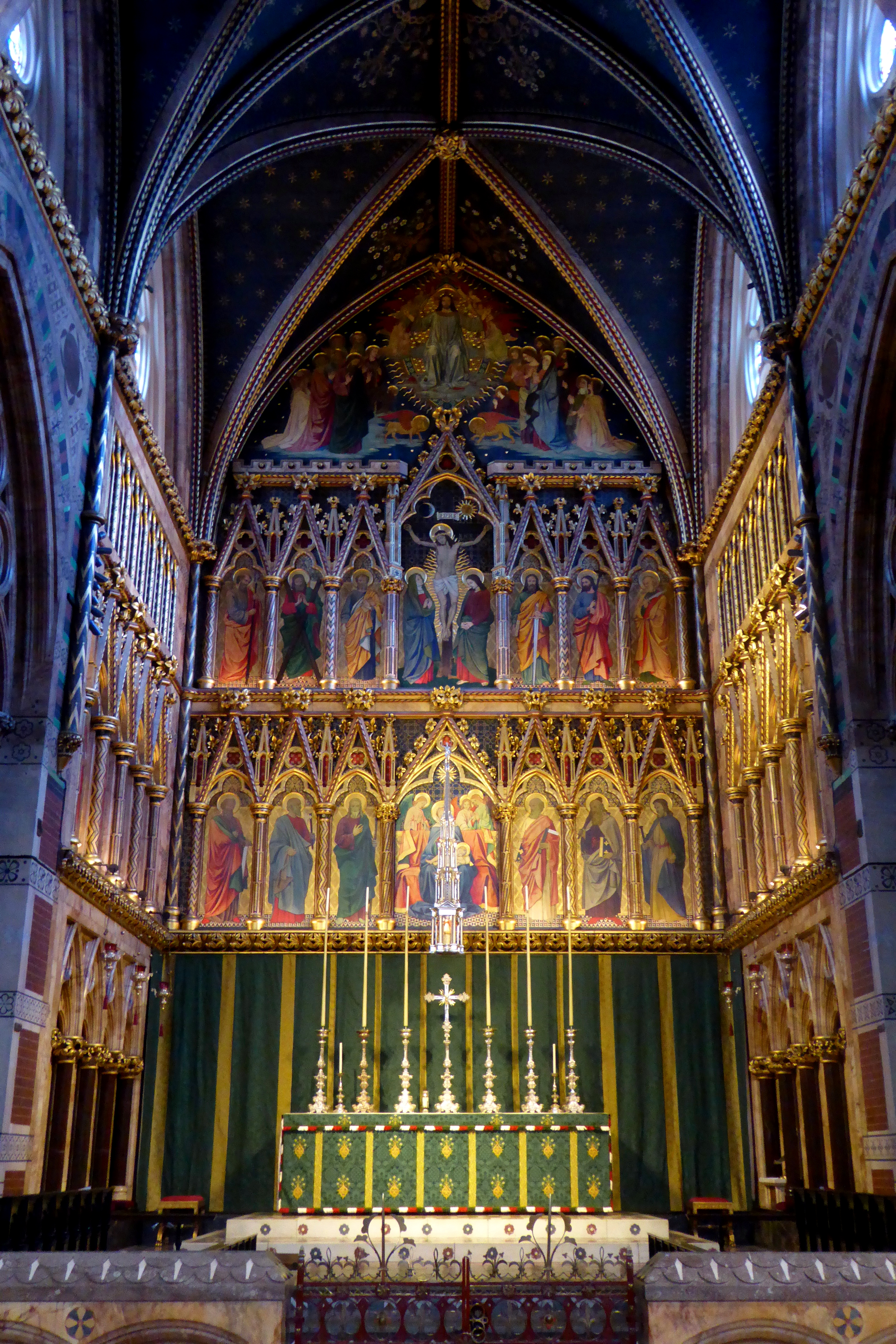
Altar da Igreja de Todos os Santos, Margaret Street, Londres (Anglocatolicismo)